# Koke
Jorge Resurrección Merodio (Madrid, 8 januari 1992) – alias Koke – is een Spaans voetballer die doorgaans als offensieve middenvelder speelt. Hij stroomde in 2009 door vanuit de jeugd van Atlético Madrid, waar hij in mei 2017 zijn contract verlengde tot medio 2024. Koke debuteerde in 2013 in het Spaans voetbalelftal.

## Clubcarrière
Koke sloot zich op achtjarige leeftijd aan bij Atlético Madrid. Hij maakte zijn debuut voor het eerste elftal op 19 september 2009 in de met 5–2 verloren uitwedstrijd tegen FC Barcelona. Hier viel hij tijdens de rust in voor Paulo Assunção. Op 26 februari 2011 maakte Koke zijn eerste doelpunt voor Atlético tegen Sevilla FC, toen hij een voorzet van Diego Forlán achter doelman Javi Varas kopte.
In het seizoen Primera División 2011/12 bereikte Atlético de finale van de UEFA Europa League. Koke deed in dertien duels mee in die competitie en mocht in de finale tegen Athletic Bilbao (3–0 winst) van coach Diego Simeone invallen voor Diego. Op 31 augustus 2012 stond hij in het basiselftal in het team dat in de UEFA Super Cup met 1–4 won van Chelsea. In oktober 2013 werd Koke verkozen tot Speler van de Maand in de Primera División.
Op 9 april 2014 maakte hij het enige doelpunt in de terugwedstrijd van de kwartfinale van de UEFA Champions League tegen FC Barcelona, waardoor Atlético voor het eerst sinds 1974 de halve finales van het prestigieuze toernooi bereikte. Voor het eerst sinds achttien jaar werd Atlético in het seizoen Primera División kampioen door op de laatste speeldag gelijk te spelen tegen FC Barcelona in Camp Nou.

## Clubstatistieken
| Seizoen | Club            | Competitie       | Competitie | Competitie | Beker | Beker | Internationaal | Internationaal | Totaal | Totaal |
| Seizoen | Club            | Competitie       | Wed.       | Dlp.       | Wed.  | Dlp.  | Wed.           | Dlp.           | Wed.   | Dlp.   |
| ------- | --------------- | ---------------- | ---------- | ---------- | ----- | ----- | -------------- | -------------- | ------ | ------ |
| 2009/10 | Atlético Madrid | Primera División | 4          | 0          | 0     | 0     | 0              | 0              | 4      | 0      |
| 2010/11 | Atlético Madrid | Primera División | 17         | 2          | 2     | 0     | 0              | 0              | 19     | 2      |
| 2011/12 | Atlético Madrid | Primera División | 25         | 2          | 2     | 0     | 13             | 0              | 40     | 2      |
| 2012/13 | Atlético Madrid | Primera División | 33         | 3          | 7     | 0     | 7              | 0              | 47     | 3      |
| 2013/14 | Atlético Madrid | Primera División | 36         | 5          | 7     | 0     | 13             | 1              | 56     | 6      |
| 2014/15 | Atlético Madrid | Primera División | 34         | 2          | 4     | 0     | 9              | 2              | 47     | 4      |
| 2015/16 | Atlético Madrid | Primera División | 35         | 5          | 5     | 0     | 11             | 0              | 51     | 5      |
| 2016/17 | Atlético Madrid | Primera División | 36         | 4          | 6     | 1     | 12             | 0              | 54     | 5      |
| 2017/18 | Atlético Madrid | Primera División | 35         | 4          | 3     | 0     | 13             | 2              | 51     | 6      |
| 2018/19 | Atlético Madrid | Primera División | 30         | 3          | 3     | 0     | 8              | 3              | 41     | 6      |
| 2019/20 | Atlético Madrid | Primera División | 32         | 4          | 1     | 1     | 9              | 0              | 42     | 5      |
| 2020/21 | Atlético Madrid | Primera División | 37         | 1          | 0     | 0     | 8              | 0              | 45     | 1      |
| 2021/22 | Atlético Madrid | Primera División | 16         | 0          | 3     | 0     | 6              | 0              | 25     | 0      |
| Totaal  | Totaal          | Totaal           | 370        | 35         | 43    | 2     | 109            | 8              | 522    | 45     |

Bijgewerkt op 21 januari 2022

## Interlandcarrière
Koke debuteerde in het Spaans voetbalelftal op 14 augustus 2013 in een vriendschappelijke wedstrijd tegen Ecuador (0–2 winst). Hij mocht van bondscoach Vicente del Bosque na 78 minuten invallen voor Santi Cazorla, die samen met Álvaro Negredo verantwoordelijk was voor de doelpunten. De andere debutanten dit duel waren Iñigo Martínez (Real Sociedad) en Cristian Tello (FC Barcelona). Op 6 september 2013 speelde hij zijn eerste officiële interland in een WK-kwalificatiewedstrijd tegen Finland (0–2 winst). Hij speelde de volledige wedstrijd. Op 31 mei 2014 werd bekendgemaakt dat Koke was opgenomen in de Spaanse selectie voor het WK 2014 in Brazilië. Op dit toernooi speelde hij mee in de duels met Chili (0–2 nederlaag) en Australië (0–3 winst). Spanje werd al in de groepsfase uitgeschakeld. Zijn toenmalige clubgenoten Juanfran, David Villa, Diego Costa (allen eveneens Spanje), Diego Godín, Cristian Rodríguez, José María Giménez (allen Uruguay), Thibaut Courtois en Toby Alderweireld (beiden België) waren ook actief op het toernooi.
Op 17 mei 2016 werd Koke opgenomen in de Spaanse selectie voor het Europees kampioenschap voetbal 2016 in Frankrijk. Spanje werd in de achtste finale uitgeschakeld door Italië (2–0). Koke maakte eveneens deel uit van de Spaanse selectie, die onder leiding van interim-bondscoach Fernando Hierro in 2018 deelnam aan de WK-eindronde in Rusland. Daar wist de ploeg niet te overtuigen; in groep B werd gelijkgespeeld tegen Portugal (3-3) en Marokko (2-2). Spanje won in de poulefase alleen van Iran (1-0). In de achtste finales trokken de Zuid-Europeanen vervolgens in de strafschoppenreeks aan het kortste eind in het duel met gastland Rusland (3-4), nadat beide teams in de reguliere speeltijd plus verlenging op 1-1 waren blijven steken. Koke en Iago Aspas misten voor Spanje vanaf elf meter, oog in oog met de Russische doelman Igor Akinfejev. Koke kwam in drie van de vier duels in actie.
| Interlands van Koke voor Spanje | Interlands van Koke voor Spanje | Interlands van Koke voor Spanje | Interlands van Koke voor Spanje | Interlands van Koke voor Spanje | Interlands van Koke voor Spanje |
| №                               | Datum                           | Wedstrijd                       | Uitslag                         | Competitie                      | Goals                           |
| Als speler bij Atlético Madrid  | Als speler bij Atlético Madrid  | Als speler bij Atlético Madrid  | Als speler bij Atlético Madrid  | Als speler bij Atlético Madrid  | Als speler bij Atlético Madrid  |
| ------------------------------- | ------------------------------- | ------------------------------- | ------------------------------- | ------------------------------- | ------------------------------- |
| 1.                              | 14 augustus 2013                | Ecuador – Spanje                | 0 – 2                           | Vriendschappelijk               |                                 |
| 2.                              | 6 september 2013                | Finland – Spanje                | 0 – 2                           | Kwalificatie WK 2014            |                                 |
| 3.                              | 10 september 2013               | Chili – Spanje                  | 2 – 2                           | Vriendschappelijk               |                                 |
| 4.                              | 11 oktober 2013                 | Spanje – Wit-Rusland            | 2 – 1                           | Kwalificatie WK 2014            |                                 |
| 5.                              | 15 oktober 2013                 | Spanje – Georgië                | 2 – 0                           | Kwalificatie WK 2014            |                                 |
| 6.                              | 16 november 2013                | Equatoriaal-Guinea – Spanje     | 1 – 2                           | Vriendschappelijk               |                                 |
| 7.                              | 19 november 2013                | Zuid-Afrika – Spanje            | 1 – 0                           | Vriendschappelijk               |                                 |
| 8.                              | 7 juni 2014                     | El Salvador – Spanje            | 0 – 2                           | Vriendschappelijk               |                                 |
| 9.                              | 18 juni 2014                    | Spanje – Chili                  | 0 – 2                           | WK 2014                         |                                 |
| 10.                             | 23 juni 2014                    | Australië – Spanje              | 0 – 3                           | WK 2014                         |                                 |
| 11.                             | 4 september 2014                | Frankrijk – Spanje              | 1 – 0                           | Vriendschappelijk               |                                 |
| 12.                             | 8 september 2014                | Spanje – Macedonië              | 5 – 1                           | Kwalificatie EK 2016            |                                 |
| 13.                             | 9 oktober 2014                  | Slowakije – Spanje              | 2 – 1                           | Kwalificatie EK 2016            |                                 |
| 14.                             | 12 oktober 2014                 | Luxemburg – Spanje              | 0 – 4                           | Kwalificatie EK 2016            |                                 |
| 15.                             | 15 november 2014                | Spanje – Wit-Rusland            | 3 – 0                           | Kwalificatie EK 2016            |                                 |
| 16.                             | 27 maart 2015                   | Spanje – Oekraïne               | 1 – 0                           | Kwalificatie EK 2016            |                                 |
| 17.                             | 11 juni 2015                    | Spanje – Costa Rica             | 2 – 1                           | Vriendschappelijk               |                                 |
| 18.                             | 5 september 2015                | Spanje – Slowakije              | 2 – 0                           | Kwalificatie EK 2016            |                                 |
| 19.                             | 8 september 2015                | Macedonië – Spanje              | 1 – 0                           | Kwalificatie EK 2016            |                                 |
| 20.                             | 13 november 2015                | Spanje – Engeland               | 2 – 0                           | Vriendschappelijk               |                                 |
| 21.                             | 24 maart 2016                   | Italië – Spanje                 | 1 – 1                           | Vriendschappelijk               |                                 |
| 22.                             | 27 maart 2016                   | Roemenië – Spanje               | 0 – 0                           | Vriendschappelijk               |                                 |
| 23.                             | 7 juni 2016                     | Spanje – Georgië                | 0 – 1                           | Vriendschappelijk               |                                 |
| 24.                             | 17 juni 2016                    | Spanje – Turkije                | 3 –0                            | EK 2016                         |                                 |

Bijgewerkt op 23 juni 2016.

## Erelijst
| Competitie          |                 |                  |                 |                 |
| Competitie          | Aantal          | Jaren            |                 |                 |
| Atlético Madrid     | Atlético Madrid | Atlético Madrid  | Atlético Madrid | Atlético Madrid |
| ------------------- | --------------- | ---------------- | --------------- | --------------- |
| UEFA Europa League  | 2x              | 2011/12, 2017/18 |                 |                 |
| UEFA Super Cup      | 2x              | 2012, 2018       |                 |                 |
| Primera División    | 2x              | 2013/14, 2020/21 |                 |                 |
| Copa del Rey        | 1x              | 2012/13          |                 |                 |
| Supercopa de España | 1x              | 2014             |                 |                 |
| Spanje –21          |                 |                  |                 |                 |
| UEFA EK onder 21    | 1x              | 2013             |                 |                 |